# محمد القاضي (قائد ليبي)
محمد سليم فرحات القاضي (؟-1915) قائد عسكري ومجاهد ليبي قاوم الغزو الإيطالي لليبيا.[بحاجة لمصدر] كان القائد العسكري عن مدينة مسلاتة في معركة القرضابية علي رأس 500 رجل و15 فارساً. حيثُ كان من الرؤساء في القسم الثاني من الجيش الكبير الذي أعدَّه الطليان لغزو الجنوب. واسترداد فزان عن طريق سرت والجفرة. وكان مؤلفاً من أربعة عشر ألفاً. وكان الرئيس الأعلى لهذا الجيش الكولونيل إمياني. أعدمه الإيطاليون في مدينة سرت إثر هزيمتهم وتراجعهم إليها.